# Cf.
De afkorting cf., soms ook gespeld als cfr. of conf., komt van het Latijnse woord confer in de betekenis van de imperatief 'vergelijk'. Het wordt veelal in woordenboeken en wetenschappelijke teksten, alsook in academische teksten, gebruikt. Men kan verwijzen naar een verschil ten opzichte van hetgeen besproken wordt, maar eveneens naar een gelijkenis.
cf of cfr kan ook de afkorting zijn van confrater; het is een verwijzing in katholieke teksten naar "confrères": medebroeders of collega's in het geloof of in de wetenschappen. cf of cfr betekent zoveel als kijk bij de volgende auteurs. De afkortingen: cf en cfr zijn verwijzingen naar andere auteurs in oude Franse teksten. cfr verwijst naar de boeken van een overleden auteur of een medewerker aan een katholiek boek over godsdienst of wetenschappen in het Frans.
De Nederlandse afkorting van vergelijk is vgl.
In biologische naamgeving, kan cf. geplaatst worden tussen het geslacht en de soortaanduiding om aan te geven dat de exacte soort niet met zekerheid vastgesteld kan worden. Bijvoorbeeld doordat determinatie onmogelijk is wegens slechte conservering van het monster of bijvoorbeeld als bij een waarneming van een soort niet alle eigenschappen zichtbaar zijn, die nodig zijn voor een exacte, eenduidige determinatie. Het gebruik van cf. in biologische nomenclatuur drukt dus een mogelijke identiteit uit.